# Капу Сатулуј (Бузау)
Капу Сатулуј (рум. Capu Satului) насеље је у Румунији у округу Бузау у општини Одаиле. Oпштина се налази на надморској висини од 587 m.

## Становништво
Према подацима из 2002. године у насељу је живело 70 становника, од којих су сви румунске националности.